# Матрона Цариградска
Матрона Цариградска (392—492) је хришћански подвижник и светитељ из 5. века.

## Биографија
Матрона је рођена у месту Перга у Памфилији (Мала Азија). Била је удата за богатог човека по имену Дометијан. Након рођења њене ћерке Теодоте преселила се у Цариград.
Матрона је напустила мужа који се противио њеном хришћанском животу. Отишла је у манастир и замонашила се. Да је не би муж пронашао маскирала се у евнуха и узела име Бабилос. Када су у манастиру препознали да се ради о жени, морала је да га напусти.
Одлази у женски манастир у Емеси. Тамо је убрзо постала игуманија. Након неког времена се у повлукла у Јерусалим, на гору Синај, и тамо настанила у напуштеном паганском храму. Тамо је многе пагане превела у хришћанство. Ту је убрзо основала манастир. Нешто касније основала је манастир у Цариграду познат по строгом правилу и врлинском животу њених сестара.
Живела је укупно 100 година. Умрла је 492. године.
Православна црква прославља свету Матрону 9. новембра по јулијанском календару.